# Dürer (cràter)
Dürer és un cràter d'impacte en el planeta Mercuri de 195 km de diàmetre. Porta el nom del pintor alemany Albrecht Dürer (1471-1528), i el seu nom va ser aprovat per la Unió Astronòmica Internacional el 1976.